# اینویا ساننیشو
اینویا ساننیشو (به ژاپنی: 井伊谷三人衆 いいのや さんにんしゅう)، به سه نفر کوندو یاسویوشی، سوگانوما تاداهیسا و سوزوکی شیگتوکی اشاره دارد که از ایماگاوا اوجی‌زانه به سمت خاندان توکوگاوا هنگام حمله توکوگاوا ایه‌یاسو به ولایت توتومی/انشو در پایان سال ۱۵۶۸ فرار کردند. این سه نفر سامورایی و ملازم خاندان ایماگاوا در ولایت سوروگا، ژاپن بودند.